# 北海道旭川東栄高等学校
北海道旭川東栄高等学校（ほっかいどうあさひかわとうえいこうとうがっこう、Hokkaido Asahikawa Toei High school）は、北海道旭川市にかつて存在した公立（北海道立）高等学校。通称「東栄」。

## 概要
1983年に開校。全国高等学校総合体育大会サッカー競技大会出場（1996年山梨）。
2013年に公立高等学校配置計画により北海道旭川凌雲高等学校との統合が決定。これにより2018年3月を以て廃止となった。なお、統合先の北海道旭川凌雲高等学校は北海道旭川永嶺高等学校と統合時に改称している。また跡地には、2022年8月に旭川龍谷高等学校が移転した。

## 沿革
- 1983年4月1日 - 開校する。
- 1983年4月9日 - 開校式並びに第1回入学式を挙行する。
- 1985年 - 校舎が落成する。
- 1992年9月 - 創立10周年記念式典が実施される。
- 1996年 - 全国高等学校総合体育大会サッカー競技大会（'96山梨総体）出場（初出場）。
- 2002年9月 - 創立20周年記念式典が実施される。
- 2003年 - 文部科学省の学力向上フロンティアハイスクールに指定される。
- 2012年10月 - 創立30周年記念式典が実施される。
- 2013年9月3日 - 北海道教育委員会 教育委員会会議にて公立高等学校配置計画（平成27年度～29年度）の決定により北海道旭川凌雲高等学校との統廃合が決定する。
- 2015年3月 - 最後の北海道立高等学校入学者選抜を実施。以降募集停止。
- 2016年4月1日 - 北海道旭川凌雲高等学校と統合し北海道旭川永嶺高等学校が設置される[1]。当校は2018年3月まで存続される。
- 2018年2月24日 - 閉校式典[2]。
- 2018年3月1日 - 最後となる第33回卒業証書授与式を挙行。
- 2018年3月31日 - 廃止。

## 著名な部活動
- サッカー部 - 全国高等学校総合体育大会サッカー競技大会出場（1996年）
- 放送局－NHK杯全国高校放送コンテスト出場(2012,2013,2014,2016年)、全国高等学校総合文化祭出場(2015年)、高校生のための eiga worldcup入選(2016年)

## 著名な出身者
- 内田康平（漫画家）

## 交通
- 旭川電気軌道バス94番線、98番線 - 4号線バス停より徒歩
- この他に、同社52番線 - 東光9条7丁目、53番線 - 東光7条9丁目、60番線 - 東光8条9丁目バス停より徒歩